# Еміл Сендой
Еміл Сендой (рум. Emil Săndoi, нар. 1 березня 1965, Крайова) — румунський футболіст, що грав на позиції захисника. По завершенні ігрової кар'єри — футбольний тренер.
Більшу частину ігрової кар'єри провів у клубі «Університатя» (Крайова), а також грав за національну збірну Румунії, у складі якої був учасником чемпіонату світу 1990 року.

## Клубна кар'єра
Народився 1 березня 1965 року в місті Крайова. Вихованець футбольної школи клубу «Університатя» (Крайова). Дорослу футбольну кар'єру розпочав 1983 року в основній команді того ж клубу, в якій провів дванадцять сезонів, взявши участь у 268 матчах чемпіонату. Більшість часу, проведеного у складі крайовської «Університаті», був основним гравцем захисту команди. За цей час виборов титул чемпіона Румунії та двічі ставав володарем національного кубка.
У сезоні 1995/96 виступав за французьке «Анже», з яким зайняв передостаннє 21 місце у Дивізіоні 2 і понизився у класі, після чого повернувся на батьківщину і грав півтора сезони за «Арджеш».
Завершив професійну ігрову кар'єру у рідному клубі «Університатя» (Крайова), куди повернувся на початку 1998 року і захищав її кольори до припинення виступів на професійному рівні влітку 1999 року.

## Виступи за збірну
7 жовтня 1987 року дебютував в офіційних матчах у складі національної збірної Румунії в зустрічі проти збірної Греції. 
У складі збірної був учасником чемпіонату світу 1990 року в Італії.
Протягом кар'єри у національній команді, яка тривала 7 років, провів у формі головної команди країни 30 матчів.

## Кар'єра тренера
Ще в своєму останньому сезоні як гравця Еміл паралельно працював помічником тренера «Університаті» (Крайова), а після завершення кар'єри сам став головним тренером. В першому ж сезоні 1999/00 він вийшов з командою в фінал Кубка Румунії, після чого був підвищений до віце-президента асоціації, де і пропрацював наступний рік.
2001 року Еміл очолив «Пандурій» з Дивізії B, але не зумів вивести команду в елітний дивізіон, натомість повернувся до «Університаті». 
У 2003 році Сендой знову став тренером «Пандурія», який він вперше в історії клубу вивів в елітний румунський дивізіон. Проте після того, як клуб почав з чотирьох поразок новий сезон 2005/06, Еміл був звільнений в кінці серпня. 
З 2006 року працював у Футбольній федерації Румунії, спочатку зі збірною U-17, а пізніше з U-21. У проміжках він був в кінці сезону 2007/08 протягом восьми ігор тренером «Васлуя», який вивів до Кубка Інтертото. 19 серпня 2013 року Сендой покинув посаду тренера румунської «молодіжки» і був замінений на Богдана Стелю.
На початку вересня 2014 року Сендой втретє у кар'єрі став головним тренером «Університаті» (Крайова), де працював до січні 2016 року.
В червні 2016 року очолив тренерський штаб команди «Конкордія» (Кіажна), але вже в листопаді покинув клуб за взаємною згодою.

## Титули і досягнення
- Чемпіон Румунії (1):

«Університатя» (Крайова): 1990/91
- Володар Кубка Румунії (2):

«Університатя» (Крайова): 1990/91, 1992/93